# Sergio Silva Gatica
Sergio Silva Gatica (Santiago de Chile, 1 de julio de 1939) es un sacerdote, profesor, filósofo y teólogo chileno. Es reconocido como un destacado historiador e intérprete de la teología de la liberación.

## Biografía

### Primeros años
Su infancia tomó lugar en el campamento minero de Schwager, Concepción (Chile). Su familia se trasladó a Santiago, realizando sus estudios primarios y secundarios en el Colegio de los Sagrados Corazones de Santiago (1945-1955).

### Formación universitaria y ordenación
Estudió ingeniería civil en la Pontificia Universidad Católica de Chile entre 1956 y 1959, la cual deja inconclusa para ingresar, en 1960, al Noviciado de la Congregación de los Sagrados Corazones en Los Perales, Quilpué; donde tuvo como maestro a Esteban Gumucio Vives. En 1961 ingresa al Escolásticado de la Congregación. En 1965, hace el voto monástico de la profesión perpétua, y en 1966, es trasladado a Santiago, donde ingresa a la Facultad de Teología de la Pontificia Universidad Católica de Chile (PUC) para licensiarse de teólogo, meta que consigue en 1968. Ese mismo año fue ordenado presbítero por el cardenal Raúl Silva Henríquez. Inmediatamente se dirige a Alemania para realizar un posgrado.
Obtuvo su doctorado en teología en 1972, otorgado por la Universidad de Ratisbona, con la tesis Glaube und Politik: Herausforderung Lateinamerikas. Von der christlich inspirierten Partei zur Theologie der Befreiung (Fe y política: desafío latinoamericano. Del partido de inspiración cristiana a la teología de la liberación), publicada en 1973 y calificada Magna cum laude. Entre 1974 y 1977, completó sus estudios de Ingeniería civil en la PUC.

### Labor académica y religiosa
Fue profesor de la Pontificia Universidad Católica de Chile en el área de Teología Dogmática y Teología Fundamental desde 1973 hasta 2016, aunque permaneció haciendo actividades académicas hasta el 2020. Fue nombrado profesor adjunto en 1986, y profesor titular en el año 2000. Llegó a hacerse cargo de algunos seminarios del SELADOC (Servicio Latinoamericano de Documentación). Tal fue el caso del seminario sobre la Mujer en la Teología Latinaomericana. Fue vicedecano de la Facultad de Teología (1992 a 1994) y decano de la misma (1995 a 2000). En 2024, fue distinguido con el grado académico honorífico de Profesor Emérito de la Facultad de Teología de la PUC. Durante estos años, coligó su labor docente con la actividad pastoral:

Durante estos 43 años de docencia universitaria [1973-2016] vivió en diversas comunidades de Santiago. Muchos de estos años estuvo viviendo en comunidades de formación inicial, para acompañar el proceso formativo de los hermanos más jóvenes. Durante casi todos estos años, y hasta ahora, ha mantenido un servicio pastoral en nuestras parroquias de la zona sur de Santiago: San Pedro y San Pablo, y Damián de Molokai.

Durante estos años de trabajo teológico Sergio ha prestado una incontable cantidad de servicios teológicos, de la más diversa índole y en los más variados ambientes humanos y eclesiales. Todos los aquí presentes hemos participado en algunos de ellos [...].
Eduardo Pérez-Cotapos L.

Su influencia en los debates teológicos ha sido reconocida nacional e internacionalmente. Su colaboración ha sido vindicada en la reconstrucción histórica de figuras como Clorario Blesty Rafael Gatica Soiza, de quien editó su epistolario. En 2012, y ante cuestionamientos a la PUC por discursos homofóbicos, Gatica Silva formó parte de un nutrido grupo de miembros de la comunidad académica de la Casa de Estudios que abogaron por el respeto y la despatologización de la homosexualidad. También ha destacado el papel del episcopado chileno como agente crítico de la dictadura militar chilena, frente al actual silencio y complicidad de la institución frente a los atropellos civiles. Desde el 2017, ha colaborado en la causa de beatificación de Esteban Gumucio Vives, de la Congregación de los Sagrados Corazones.

## Pensamiento
Las principales influencias intelectuales de Silva Gatica se encuentran en las obras de Tomás de Aquino, Romano Guardini, Karl Rahner, Yves Congar, Gustavo Gutiérrez, Pie-Raymond Régamey, Maurice Blondel, Pierre Teilhard de Chardin, Jürgen Habermas, Hans-Georg Gadamer y Paul Ricoeur, entre otros.

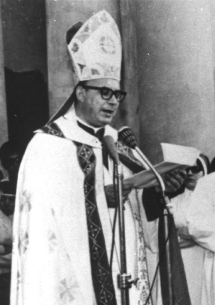
Enrique Angelelli, obispo de la diócesis de La Rioja y uno de los fundadores de la teología de la liberación, asesinado en 1976 por la dictadura militar de Argentina.

### Lectura crítica a la Teología de la Liberación
Sergio Gatica ofrece una interpretación crítica de la teología de la liberación, destacando que ésta no se limita a un enfoque sectorial, sino que la liberación se convierte en el principio central de toda reflexión teológica, transformándola en una teología de la historia. Esto plantea varios problemas: la mediación socioanalítica debe ir más allá de las ciencias sociales actuales, que han sido desafiadas por el neoliberalismo. Algunos teólogos se enfocan en el análisis de movimientos locales sin una visión global, mientras que otros no logran integrar adecuadamente la reflexión sobre la tecnociencia. Este último elemento le ha llevado a desarrollar una "teología de la técnica".
Gatica también subraya la importancia de los signos de los tiempos para reconocer la presencia o ausencia de Dios en la historia, y cómo la teología de la liberación debe evitar establecer utopías intrahistóricas que podrían llevar al totalitarismo. En cuanto al método, critica la desconexión entre los pasos de ver, juzgar y actuar, proponiendo una espiral hermenéutica que refleje la interacción constante entre estos momentos. Además, cuestiona la influencia de la Modernidad en la razón y la necesidad de integrar perspectivas simbólicas para abordar mejor la realidad contemporánea.
Finalmente, la dimensión pastoral de la teología de la liberación debe centrarse en las comunidades de base y considerar el ejemplo de Ernst Friedrich Schumacher en la búsqueda de un desarrollo que respete las dimensiones humanas y ecológicas. Gatica sugiere que la teología universitaria juegue un papel crucial al equilibrar el análisis teológico riguroso con una conexión realista con las necesidades y urgencias sociales, fomentando un diálogo continuo con la práctica pastoral y otras disciplinas científicas.

### Reformulación de la Doctrina Social de la Iglesia
Resulta menester, a juicio de Gatica Silva, reformular la Doctrina Social de la Iglesia, especialmente en lo que respecta a incluir los problemas concretos de cada región del planeta, no sólo la de la Europa Occidental, a la vez que urge un enfoque sistemático por parte las comunidades cristianas que combata las estructuras que sustentan las injusticias sociales:

En el sistema teológico-filosófico de Occidente (y sin desapercibir las diversísimas variedades) el problema social es nuevo. No sabría yo encarecer suficientemente esta constatación. Derivada de Platón y de Aristóteles, la cultura occidental –cuyo epicentro generador fue y sigue siendo la teología-filosofía cristiana– resultó inevitablemente aristocrática, privilegiada, incapaz de percibir la realidad más masiva e hiriente y urgente de nuestra historia. Su humanismo fue y es humanismo de pensamiento. Mental. Estetista. Y su ‘Hombre’, un abstracto, una esencia platónica valedera semper et pro semper; no la humanidad real de carne y hueso, de sangre y lágrimas y esclavitud y humillación y cárcel y hambres y sufrimientos indecibles. Cuando por fin, después de resistencias y endurecimientos milenarios, esa cultura accedió condescendientemente a percatarse de que el problema social existe, tenía fatalmente que asignarle lugar de escolio, de excurso, de cuestión colateral complementaria, pasablemente marginal en el sistema; el sistema cultural se había estructurado de todo a todo prescindiendo del problema social; éste no le había hecho la menor falta para redondearse monolítico y sin grietas; le es imposible ahora encararlo en su verdadera dimensión sin desestructurarse a sí mismo por completo. Quien crea que es posible un cambio total de actitud sin cambio total de sistema mental, no sabe lo que es un sistema mental.
Sergio Silva Gatica

### Conocimiento del «Hijo»
La adscripción al cristianismo pasa por reconocer la dignidad y esencia divina de una de la hipóstasis del verbo: Jesús (el Hijo). Ante la pregunta sobre la verdad tras la figura de Jesús y contrariando los enfoques historiográficos aconfesionales, Silva afirma que la forma más auténtica de definir quién es Jesús de Nazaret es la apelación a la verdad transmitida en los textos paulinos y en los testimonios reunidos en el Nuevo Testamento.

## Obras seleccionadas

### Libros
- Glaube und Politik: Herausforderung Lateinamerikas. Von der christlich inspirierten Partei zur Theologie der Befreiung (Fe y política: desafío latinoamericano. Del partido de inspiración cristiana a la teología de la liberación). Bern, Herbert Lang; y Frankfurt am Main, Peter Lang, 1973. (Europäische Hochschulschriften, Reihe XXIII Theologie, Band 15).
- El Evangelio de San Marcos. Santiago de Chile, Ediciones Paulinas, 1975.
- Medellín: el pensamiento social de los Obispos de América Latina. Santiago de Chile, Ediciones Paulinas, 1976.}
- El mensaje de Juan Pablo II en Chile. Una síntesis de sus mensajes. Santiago de Chile, Conferencia Episcopal de Chile, 1987.
- La idea de la tecnica moderna en el magisterio de la Iglesia: desde Pio XII hasta Juan Pablo II. Pontificia Universidad Catolica de Chile, 1989. En colaboración con Pedro Boccardo Rojas.
- Teología de la Creación. Seminario Pontificio Mayor de los Santos Ángeles Custodios, 1992, 3ª edición.
- ¿Por qué murió Jesús? Iniciación a los Evangelios. Volumen I. Lectura del drama. Santiago de Chile: Ediciones Universidad Católica de Chile, 1996.
- ¿Por qué murió Jesús? Iniciación a los Evangelios. Volumen II. Lectura del escenario: Naturaleza, Persona y Cultura. Santiago de Chile: Ediciones Universidad Católica de Chile, 1999.
- ¿Por qué murió Jesús? Iniciación a los Evangelios. Volumen III. Lectura del protagonista: Jesús. Santiago de Chile: Ediciones Universidad Católica de Chile, 2009.

- ¿Hay razones para creer en Jesús? Buscando respuestas en los escritos Paulinos del Nuevo Testamento. Santiago de Chile: Ediciones Universidad Alberto Hurtado, 2012.
- Jesús, mi Señor. Santiago de Chile: Ediciones UC, 2014.
- La Teología de la Liberación de América Latina. Crónica y evaluaciones. Santiago de Chile: Facultad de Teología, Pontificia Universidad Católica de Chile, 2016.
- La Teología latinoamericana de la Liberación en sus inicios: un intento de comprensión. Santiago de Chile: Facultad de Teología, Pontificia Universidad Católica de Chile, 2016.
- La conversión pastoral y misionera de la iglesia. Orientaciones de la exhortación Evangelii gaudium del papa Francisco. Bogotá: CELAM, 2017.
- Creer en Jesús es creer en la misericordia de Dios: temas de oración. Santiago de Chile: Fundación Coudrin, 2019.
- Teología Fundamental: Un Esbozo. Santiago de Chile: Ediciones UC, 2023.

### Capítulos de libros
- "Explorando la identidad femenina desde la perspectiva de la fe cristiana". En VV. AA., La identidad femenina en situaciones de poder y conflicto. Santiago de Chile: Andres Bello. 1992, 43-51.
- “Treinta años de teología en América Latina. Un balance autocrítico”, en Luiz Carlos Susin, El mar se abrió. Treinta años de teología en América Latina. Santander: Editorial Sal Terrae, 2000, 258-264.
- "Hacia una conversación pastoral de la Iglesia", En Consejo Episcopal Latinoamericano (ed.), ¿Cambio de época? El caminar de la Iglesia en el contexto actual. Bogotá, CELAM, 2016, 204-229.

### Ediciones
- Epistolario de Rafael Gatica Soiza 1812-1876. Introducción, recopilación, transcripción y notas Sergio Silva Gatica. Santiago de Chile: Ediciones Biblioteca Nacional de Chile, 2019.

### Artículos
- “Experiencia Laical de Dios”. En Noticias SS.CC., año 41, Nº 270, septiembre-octubre, 2002.
- "La reflexión teológica acerca de la técnica moderna en el último lustro del siglo 20". Teología y vida (en inglés) 44 (4), 2003. En colaboración con Juan Navarrete.
- "Hacia una reflexión teológica sobre la tecnociencia". Erasmus: Revista para el diálogo intercultural 6 (1): 8, 2004.
- “La Teología de la Liberación”, Teología y Vida, vol. L, núm. 1-2, 2009.
- "The pronouncements of the chilean episcopate in the years of the military dictatorship, 1973-1990". Anales De Teología, 22(1), 2020.